# Hon-Hergies
 Hon-Hergies là một xã ở tỉnh Nord trong vùng Hauts-de-France, Pháp.